# Soungassi
Soungassi est une localité rurale situé au centre de la Côte d'Ivoire dans la région du N'zi, à plus de 80 km au sud-est de la capitale politique, Yamoussoukro. Cette localité est administrativement rattachée au département de Dimbokro,,,.